# 大手前短期大学
大手前短期大学（日语：／ Otemae Tanki Daigaku *）是一所位于日本兵库县伊丹市的私立短期大学。

## 概要

### 简介
- 学校最早可以追溯到1946年[1]。短期大学为于1951年开办[1]、由学校法人大手前学园经营。男女同校[2]从2004年。

### 历史
- 1951年 大手前女子短期大学成立并同时设置一个学科即服装科于大阪市东区[注 3][1]。
- 1986年 校园迁址至兵库县伊丹市稻野町[1]。
- 1989年 秘书科成立（招生到1999年、正式停办于2001年12月20日[3]）。
- 1991年 服装科变更为生活文化学科[1]。
- 2004年 生活文化学科改编为生活设计总合学科[注 1]。改校名为大手前短期大学、开始招収男学生[1]。

### 宪章
- 请参看大手前短期大学的标志（页面存档备份，存于） （日語） 2014年1月26日阅览。

## 学校环境
- 校区：在兵库县伊丹市

## 历任校长
- 福井洋子：现在短期大学校长[4]

## 组织

### 学科
- 生活设计总合学科[注 1]
- 秘书科[注 2]

### 专科
| - 没有 |

### 业余课程
| - 没有 |

### 附属机关
| - 图书馆 |

## 相关链接
- 日本短期大学列表
- 大手前大学